# 2009年ドイツグランプリ
2009年ドイツグランプリは、2009年F1世界選手権第9戦として2009年7月12日にニュルブルクリンクで開催される。正式名称はFORMULA 1 Grosser Preis Santander Von Deutschland 2009。

## 開催前
マクラーレンはイギリスGPではKERS搭載を見送ったが、今回から再び搭載することとなった。

## 予選
雨が予想されるため、各チームはタイヤ、コースに出るタイミングなどで、難しい選択を迫られることになる。

### 展開
気温14℃、路面温度22℃、湿度71％の条件下で予選がスタート

#### Q1
予選が始まり、全車がコースに出る。最初にレッドブルのセバスチャン・ベッテルがハードタイヤでターゲットタイムを出すが、ソフトタイヤのマシンが次々とタイムを更新していく。その後ベッテルがトップタイムを出し、更にチームメイトのマーク・ウェバーがトップタイムを更新する。残り時間が6分を切ってから雨が降り始め、タイムが出なくなる。ウェバーがトップタイムのままQ1が終了。BMWザウバーのロバート・クビサ、フォース・インディアのジャンカルロ・フィジケラ、トヨタのティモ・グロック、
トロ・ロッソの2台がQ1敗退となった。

#### Q2
気温14℃、路面温度22℃、湿度69％
セッション開始と同時にウィリアムズの中嶋一貴を先頭に全車がコースに出る。雨により路面が滑りやすくなり、中嶋、フェラーリのフェリペ・マッサがスピンしてしまう。その後、ほとんどのチームがインターミディエイトタイヤに履き替え、燃料を積むが、ウェバーのみがピットに戻らずにアタックを続ける。しかし、滑りやすい路面のためにタイムが出ずに、次の周回でピットに入る。残り9分を切ったところで各車タイムを出し始める。
残り4分を切ったところでブラウンGPのルーベンス・バリチェロ、ルノーのネルソン・ピケ、フォース・インディアのエイドリアン・スーティルがソフトタイヤでトップ3を占める。それを見て各チームがソフトタイヤに履き替えるが、2分を切ったところで再び雨が強くなり、タイムが伸びない。結局そのままQ2が終了し、BMWのニック・ハイドフェルド、ルノーのフェルナンド・アロンソ、トヨタのヤルノ・トゥルーリ、ウィリアムズの2台がQ2敗退。アロンソとニコ・ロズベルグは今期初めてQ3に進むことができなかった。一方ピケが今期初のQ3進出、スーティルがチーム初、自身にとっても初のQ3進出を果たす。

#### Q3
気温13℃、路面温度19℃、湿度74％
ソフトタイヤかインターミディエイトタイヤか選択を迫られる。Q3が始まり、各チームはけん制し合う。1分が経過し、ブラウンGPのジェンソン・バトンの様子を見てから各マシンがコースに出始める。バリチェロがトップタイムのまま時間が過ぎるが、残り30秒を切り、マクラーレンのルイス・ハミルトンがトップに出る。残り時間がなくなる中、ウェバーがトップタイムを更新、その後、ベッテル、バトン、バリチェロがタイムを更新するも、ウェバーには及ばない。ウェバーはデビューから132戦目にして初のポール・ポジションを獲得。トゥルーリの119戦に続く最も遅い記録となった。ブラウンGPのバリチェロ、バトンが2番手、3番手に続いた。スーティルは自己最高の7番グリッドを獲得。

### 結果
| 順位 | No | ドライバー               | チーム                         | Q1       | Q2       | Q3       | グリッド | 重量    |
| ---- | -- | ------------------------ | ------------------------------ | -------- | -------- | -------- | -------- | ------- |
| 1    | 14 | マーク・ウェバー         | レッドブル・ルノー             | 1'31.257 | 1'38.038 | 1'32.230 | 1        | 661.0kg |
| 2    | 23 | ルーベンス・バリチェロ   | ブラウン・メルセデス           | 1'31.482 | 1'34.455 | 1'32.357 | 2        | 647.0kg |
| 3    | 22 | ジェンソン・バトン       | ブラウン・メルセデス           | 1'31.568 | 1'39.032 | 1'32.473 | 3        | 644.0kg |
| 4    | 15 | セバスチャン・ベッテル   | レッドブル・ルノー             | 1'31.430 | 1'39.504 | 1'32.480 | 4        | 661.0kg |
| 5    | 1  | ルイス・ハミルトン       | マクラーレン・メルセデス       | 1'31.473 | 1'39.149 | 1'32.616 | 5        | 654.5kg |
| 6    | 2  | ヘイキ・コバライネン     | マクラーレン・メルセデス       | 1'31.881 | 1'40.826 | 1'33.859 | 6        | 664.0kg |
| 7    | 20 | エイドリアン・スーティル | フォースインディア・メルセデス | 1'32.015 | 1'36.740 | 1'34.316 | 7        | 678.5kg |
| 8    | 3  | フェリペ・マッサ         | フェラーリ                     | 1'31.600 | 1'41.708 | 1'34.574 | 8        | 673.5kg |
| 9    | 4  | キミ・ライコネン         | フェラーリ                     | 1'31.869 | 1'41.730 | 1'34.710 | 9        | 674.0kg |
| 10   | 8  | ネルソン・ピケ           | ルノー                         | 1'32.128 | 1'35.737 | 1'34.803 | 10       | 676.0kg |
| 11   | 6  | ニック・ハイドフェルド   | BMWザウバー                    | 1'31.771 | 1'42.310 |          | 11       | 681.0kg |
| 12   | 7  | フェルナンド・アロンソ   | ルノー                         | 1'31.302 | 1'42.318 |          | 12       | 668.2kg |
| 13   | 17 | 中嶋一貴                 | ウィリアムズ・トヨタ           | 1'31.884 | 1'42.500 |          | 13       | 683.6kg |
| 14   | 9  | ヤルノ・トゥルーリ       | トヨタ                         | 1'31.760 | 1'42.771 |          | 14       | 683.7kg |
| 15   | 16 | ニコ・ロズベルグ         | ウィリアムズ・トヨタ           | 1'31.598 | 1'42.859 |          | 15       | 689.6kg |
| 16   | 3  | ロバート・クビサ         | BMWザウバー                    | 1'32.190 |          |          | 16       | 673.5kg |
| 17   | 12 | セバスチャン・ブエミ     | トロ・ロッソ・フェラーリ       | 1'32.251 |          |          | 17       | 674.5kg |
| 18   | 21 | ジャンカルロ・フィジケラ | フォースインディア・メルセデス | 1'32.402 |          |          | 18       | 662.5kg |
| 19   | 10 | ティモ・グロック         | トヨタ                         | 1'32.423 |          |          | 20       | 662.3kg |
| 20   | 11 | セバスチャン・ブルデー   | トロ・ロッソ・フェラーリ       | 1'33.559 |          |          | 19       | 689.5kg |

- ティモ・グロックは予選Q1中にフェルナンド・アロンソの走行を妨害したとして3グリッド降格。
- Q1、Q2で脱落したマシンの重量はチームからの申告。

## 決勝
気温18℃、路面温度29℃

### 展開
スタート直後、KERSを積んでいるフェラーリ、マクラーレンの4台が順位を上げる。またウェバーとバリチェロが接触してしまう。1コーナーではハミルトンがオーバーランし、右リアタイヤをパンクさせ最下位まで順位を下げてしまう。レースが12周目に入ったところでスタート直後にウェバーがバリチェロに対して幅寄せを行ったとしてドライブスルーペナルティーが科せられる。上位勢は13周目にバトンが最初のピットイン。ここでブラウンGPは3ストップ作戦にでる。次の周でバリチェロがピットインすると同時にウェバーがペナルティを終える。3位のコバライネンが4位以下をおさえていたためにウェバーはトップでコースに復帰する。バリチェロはマッサとベッテルの間でコースに復帰。更に次の周でコバライネンがピットイン。19周目にウェバーがピットイン、ハードタイヤを履いて7番手でコースに復帰。レッドブルはブラウンGPとは反対に2ストップ作戦をとる。21周目にベッテルがピットイン。上位争いはバリチェロがマッサに、ウェバーとバトンがクビサに抑えられ、タイムが伸びない。そのクビサは23周目、マッサは25周目にピットイン。ここからウェバーとバリチェロのペースが上がる。
27周目にスーティルがピットイン。2ストップ作戦でコースに戻る。しかし1コーナーでライコネンと接触し、フロントウイングを破損し、2周続けてピットストップを行う。この接触がレース後に審議対象となる。29周目にロズベルグが1度目、31周目にバトンが2度目、32周目にバリチェロが2度目のピットイン。しかしバリチェロの給油リグにトラブルが発生し、5秒ほどタイムをロスする。35周目にライコネンのマシンがスローダウンしそのままリタイヤ。
43周目にウェバーがピットイン、ハードタイヤでコースに復帰。次の周でベッテルもピットインするが、ベッテルはソフトタイヤでコースに戻る。45周目にマッサがピットインハードタイヤに履き替える。ブラウンGPは残り10周でバリチェロ、残り9周でバトンがピットイン。タイヤはバリチェロがハードタイヤ、バトンがソフトタイヤのためにここで2台の順位が入れ替わり、5位、6位でコースに戻る。その後ろにはアロンソがファステストラップをマークし、7位まで順位を上げてくる。更にその後ろではコバライネン、グロック、ハイドフェルド、中嶋、フィジケラの5台で1ポイントを争う展開になる。
その後は大きな順位変動はなく、ウェバーがデビューから132戦目で悲願の初優勝。1981年ラスベガスグランプリで優勝したアラン・ジョーンズ以来28年振りのオーストラリア人の優勝となった。また132戦目での優勝はバリチェロの125戦を抜いて最も遅い記録となった。2位にベッテルが入り、レッドブルは3戦連続、今期3度目のワン・ツーフィニッシュ。3位には今期初の表彰台となるマッサ。4位以下も順位の変動はなく、ロズベルグ、バトン、バリチェロ、アロンソ、コバライネンまでがポイント獲得。

### 結果
| 順位 | No | ドライバー               | チーム                         | 周回数 | タイム/リタイア | グリッド | ポイント |
| ---- | -- | ------------------------ | ------------------------------ | ------ | --------------- | -------- | -------- |
| 1    | 14 | マーク・ウェバー         | レッドブル・ルノー             | 60     | 1:36'43.310     | 1        | 10       |
| 2    | 15 | セバスチャン・ベッテル   | レッドブル・ルノー             | 60     | +9.252          | 4        | 8        |
| 3    | 3  | フェリペ・マッサ         | フェラーリ                     | 60     | +15.906         | 8        | 6        |
| 4    | 16 | ニコ・ロズベルグ         | ウィリアムズ・トヨタ           | 60     | +21.099         | 15       | 5        |
| 5    | 22 | ジェンソン・バトン       | ブラウン・メルセデス           | 60     | +23.609         | 3        | 4        |
| 6    | 23 | ルーベンス・バリチェロ   | ブラウン・メルセデス           | 60     | +24.468         | 2        | 3        |
| 7    | 7  | フェルナンド・アロンソ   | ルノー                         | 60     | +24.888         | 12       | 2        |
| 8    | 2  | ヘイキ・コバライネン     | マクラーレン・メルセデス       | 60     | +58.692         | 6        | 1        |
| 9    | 10 | ティモ・グロック         | トヨタ                         | 60     | +1'01.457       | 20       |          |
| 10   | 6  | ニック・ハイドフェルド   | BMWザウバー                    | 60     | +1'01.925       | 11       |          |
| 11   | 21 | ジャンカルロ・フィジケラ | フォースインディア・メルセデス | 60     | +1'02.327       | 18       |          |
| 12   | 17 | 中嶋一貴                 | ウィリアムズ・トヨタ           | 60     | +1'02.876       | 13       |          |
| 13   | 8  | ネルソン・ピケ           | ルノー                         | 60     | +1'08.328       | 10       |          |
| 14   | 5  | ロバート・クビサ         | BMWザウバー                    | 60     | +1'09.555       | 16       |          |
| 15   | 20 | エイドリアン・スーティル | フォースインディア・メルセデス | 60     | +1'11.941       | 7        |          |
| 16   | 12 | セバスチャン・ブエミ     | トロ・ロッソ・フェラーリ       | 60     | +1'30.225       | 17       |          |
| 17   | 9  | ヤルノ・トゥルーリ       | トヨタ                         | 60     | +1'30.970       | 14       |          |
| 18   | 1  | ルイス・ハミルトン       | マクラーレン・メルセデス       | 59     | +1 Lap          | 5        |          |
| Ret  | 4  | キミ・ライコネン         | フェラーリ                     | 34     | エンジン        | 9        |          |
| Ret  | 11 | セバスチャン・ブルデー   | トロ・ロッソ・フェラーリ       | 18     | 油圧            | 19       |          |